# (495) Эвлалия
(495) Эвлалия (нем. Eulalia) — крупный астероид внешней части главного пояса, который был открыт 25 октября 1902 года немецким астрономом Максом Вольфом в обсерватории Хайдельберга и назван в честь бабушки жены первооткрывателя.

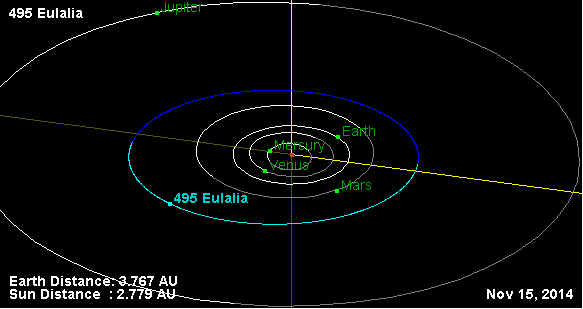
Орбита астероида Эвлалия и его положение в Солнечной системе